# Toxotes
Genre
Toxotes, du grec ancien Τοξότης qui signifie « archer » est un genre de poissons de la famille des Toxotidés.
Il vit dans les eaux légèrement saumâtre des estuaires et des mangroves en Asie du Sud-Est et en Océanie.

## Comportement

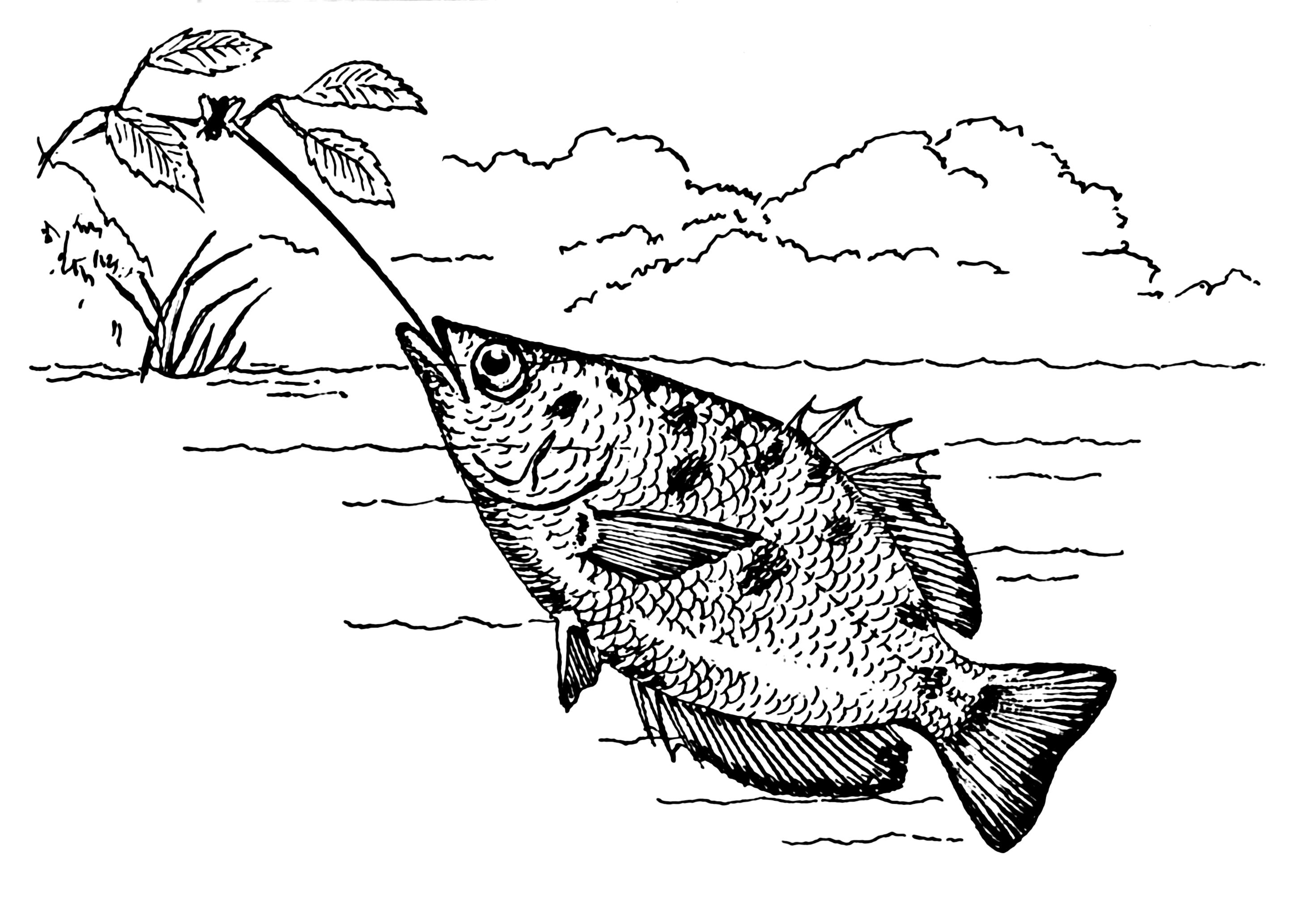
La technique de chasse du poisson-archer

Plusieurs espèces de poissons archers possèdent la capacité d'envoyer un jet d'eau à 50 cm au-dessus de la surface.
Communément appelés « poissons-archers », ils sont particulièrement précis dans leurs tirs, et les adultes atteignent le plus souvent leur cible dès le premier tir. Ils chassent des insectes et d'autres proies en position stationnaire perchés à jusqu'à 3 m au-dessus de la surface de l'eau. Le but de l'envoi de ce jet d'eau est de faire ainsi chuter l'insecte afin de pouvoir le gober.

Les juvéniles commencent à tirer lorsqu'ils atteignent une taille d'environ 2,5 cm mais alors sont peu précis dans leurs tirs et apprennent avec l'expérience. Pendant leur période d'apprentissage, ils chassent en petits bancs. Il a été mis en évidence dans un contexte expérimental que les poissons-archers sont capables d'apprentissage par observation en observant des membres de leur groupe tirer, sans avoir à eux-mêmes pratiquer : 
« Cette instance d'apprentissage social chez un poisson est d'autant plus remarquable qu'elle pourrait impliquer que les observateurs peuvent « changer leur point de vue », convertissant les caractéristiques de tir perçues d'un membre d'équipe distant en angles et distances à la cible qu'ils pourront ensuite utiliser pour parfaire leur tir. »

## Liste des espèces
| Selon FishBase (11 décembre 2017) : - Toxotes blythii Boulenger 1892 - Toxotes chatareus (Hamilton 1822) - Toxotes jaculatrix (Pallas 1767) - Toxotes kimberleyensis Allen 2004 - Toxotes lorentzi Weber 1910 - Toxotes microlepis Günther 1860 - Toxotes oligolepis Bleeker 1876 | Selon World Register of Marine Species (11 décembre 2017) : - Toxotes chatareus (Hamilton, 1822) - Toxotes jaculatrix (Pallas, 1767) - Toxotes lorentzi Weber, 1910 - Toxotes microlepis Günther, 1860 - Toxotes oligolepis Bleeker, 1876 |

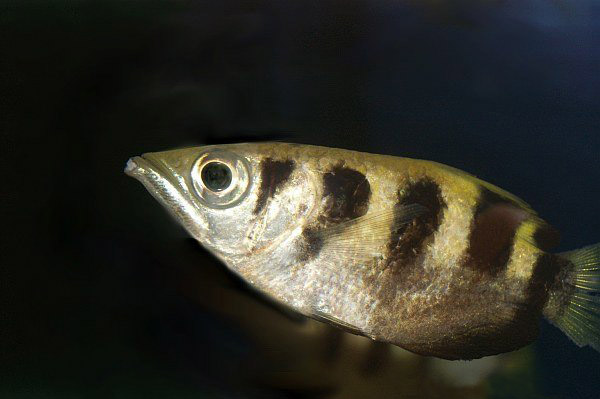
Toxotes chatareus
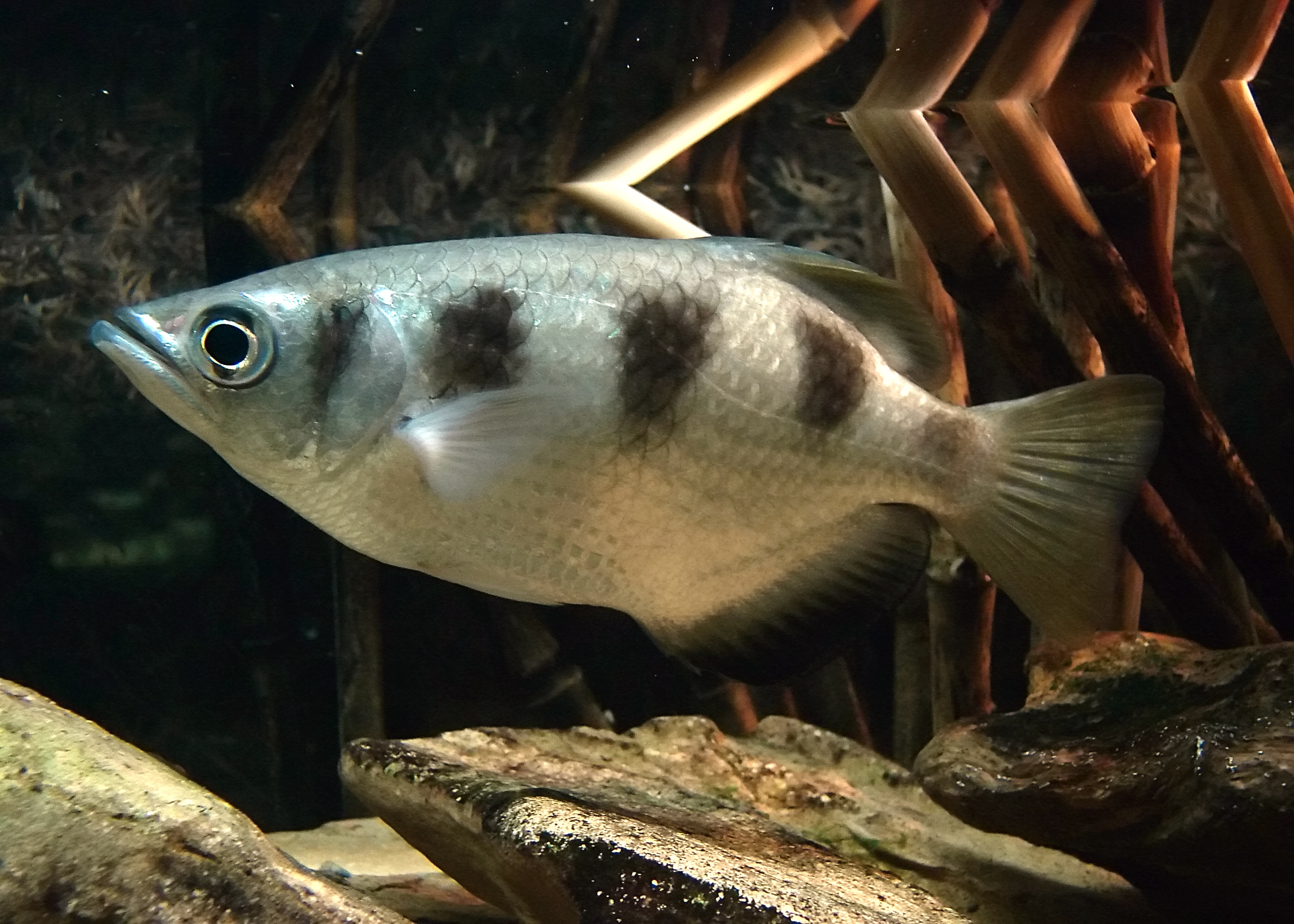
Toxotes jaculatrix
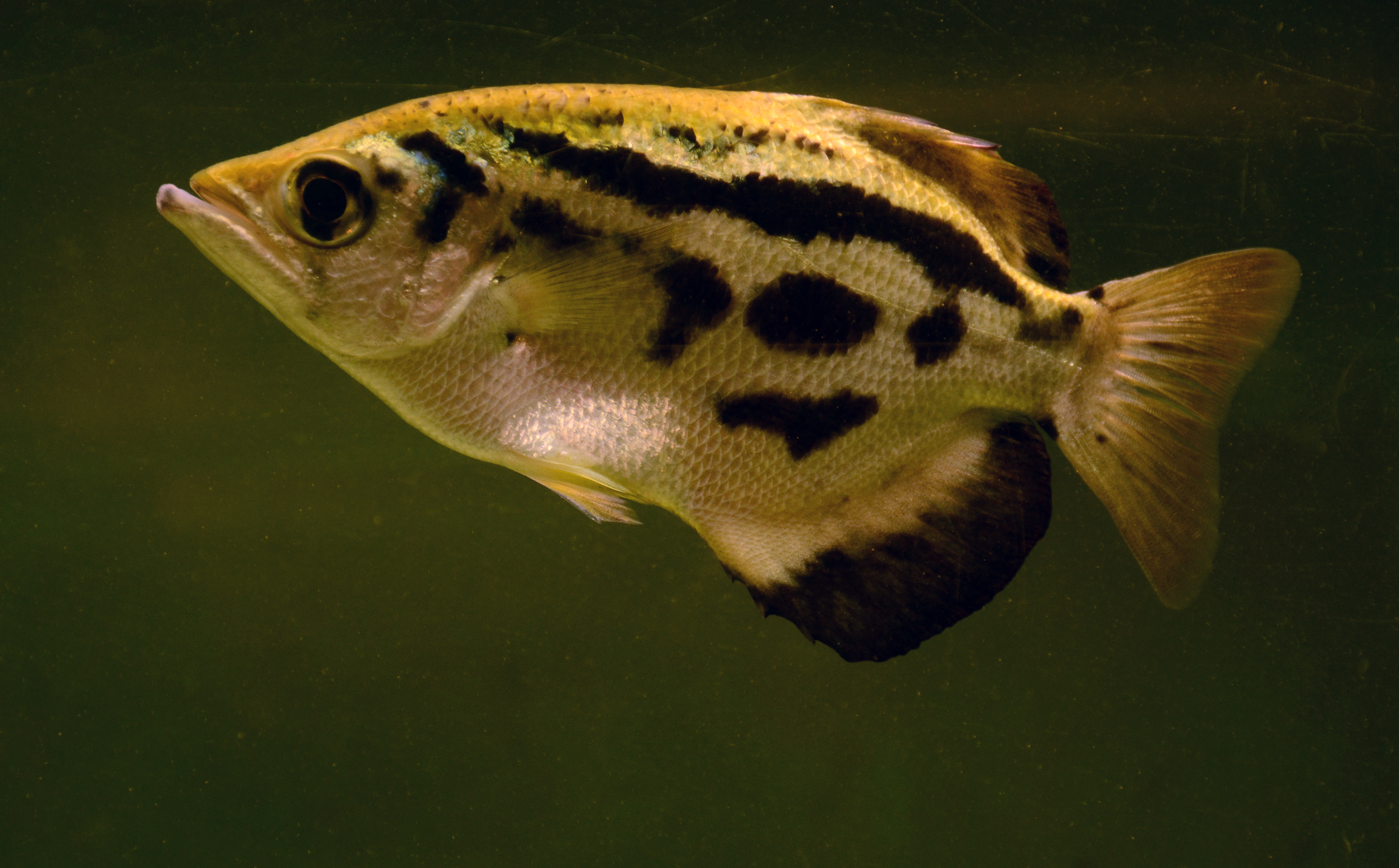
Toxotes blythii
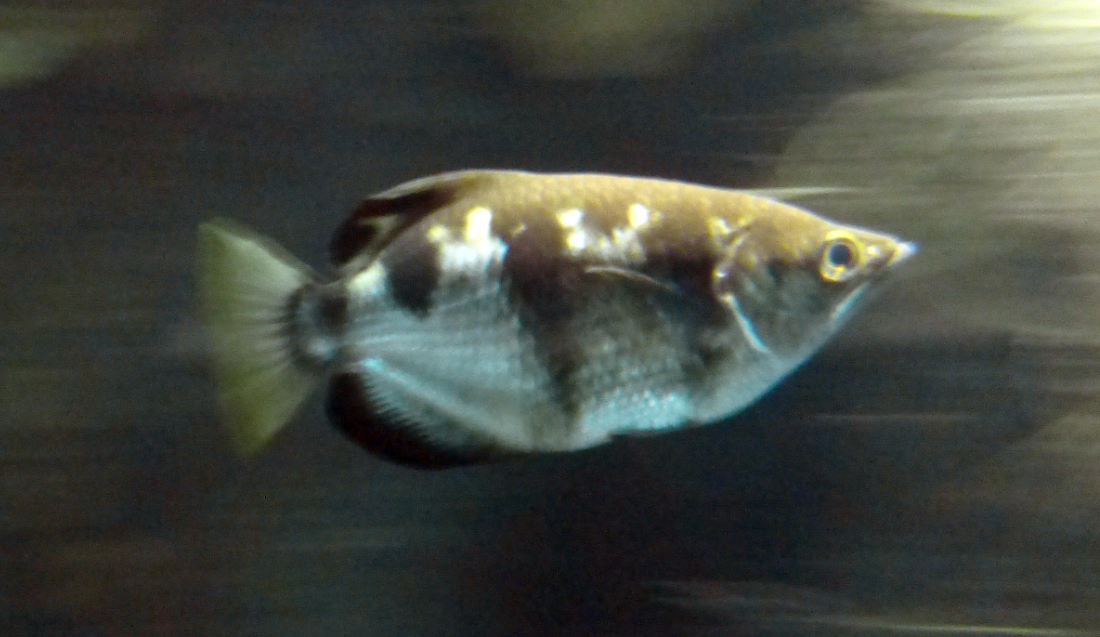
Toxotes microlepis